# ING Bank Hipoteczny
ING Bank Hipoteczny S.A. – bank hipoteczny założony w 2019 z siedzibą w Katowicach.

## Historia
Bank został założony w 2019 w Katowicach jako bank hipoteczny i jego jedynym właścicielem jest ING Bank Śląski S.A. Siedziba banku mieści się w biurowcu Chorzowska 50. Bank od 2019 przeprowadza emisje listów zastawnych w celu finansowania portfela kredytów hipotecznych.
Pomiędzy bankiem a jego właścicielem regularnie odbywa się pooling, czyli przenoszenie kredytów hipotecznych udzielonych przez bank uniwersalny do banku hipotecznego w ramach procesów zarządzania płynnością. Ponadto, bank prowadzi nową sprzedaż kredytów hipotecznych.